# چارلز والترز

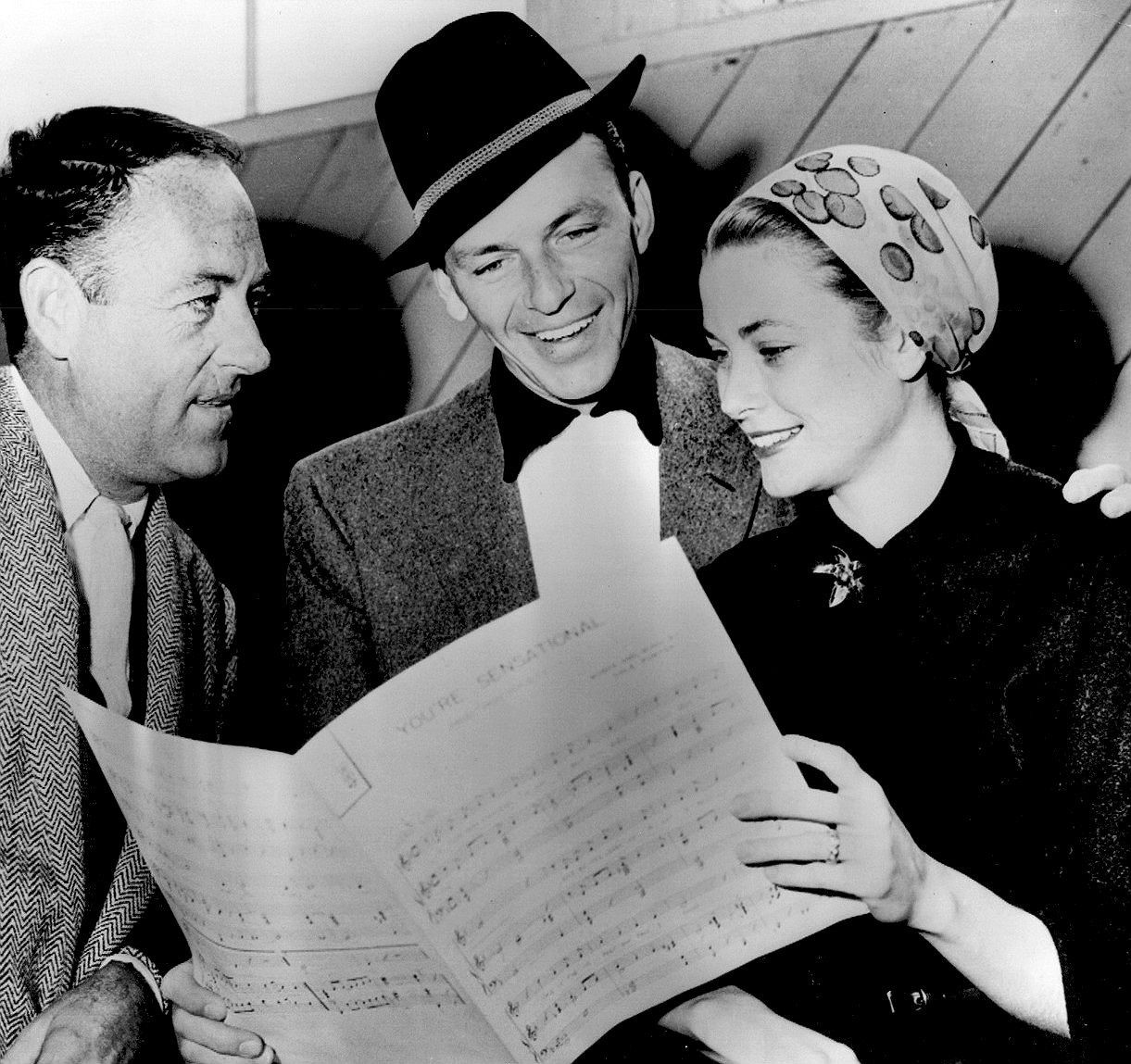
تصویری از چالرز والترز و گریس کلی

چارلز والترز (انگلیسی: Charles Walters؛ ۱۷ نوامبر ۱۹۱۱ – ۱۳ اوت ۱۹۸۲) یک کارگردان اهل ایالات متحده آمریکا بود.